# Шкіра гірська
Шкіра гірська (рос. кожа горная, англ. mountain-leather, нім. Bergfilz m) – 

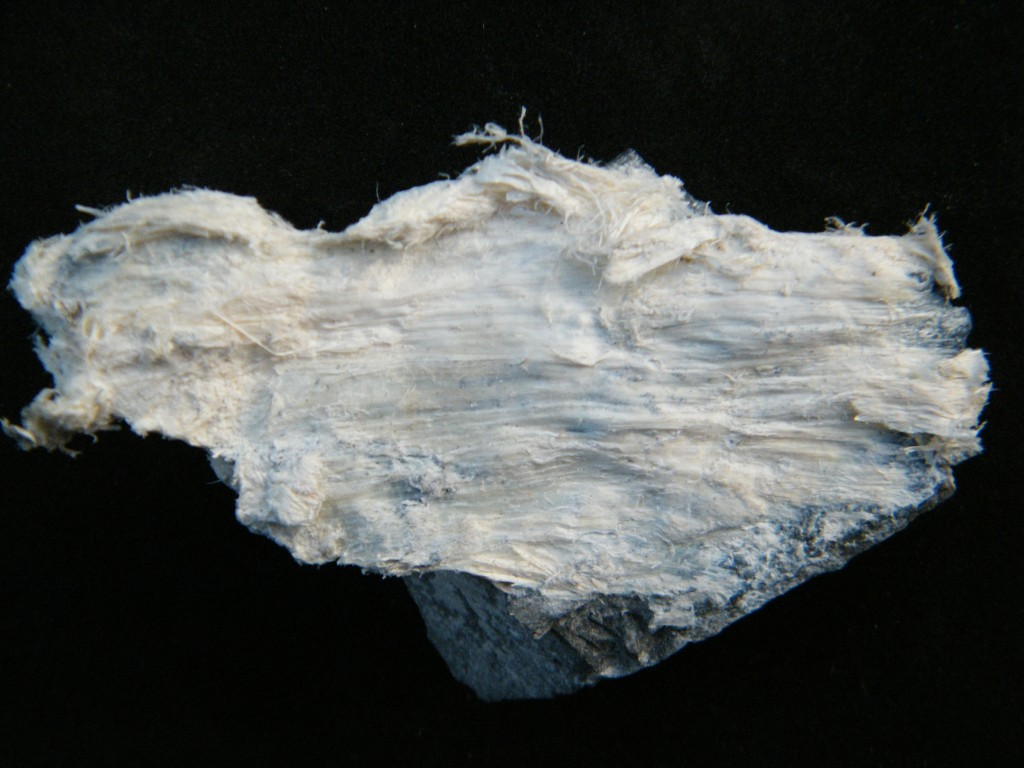
Палигорськіт.

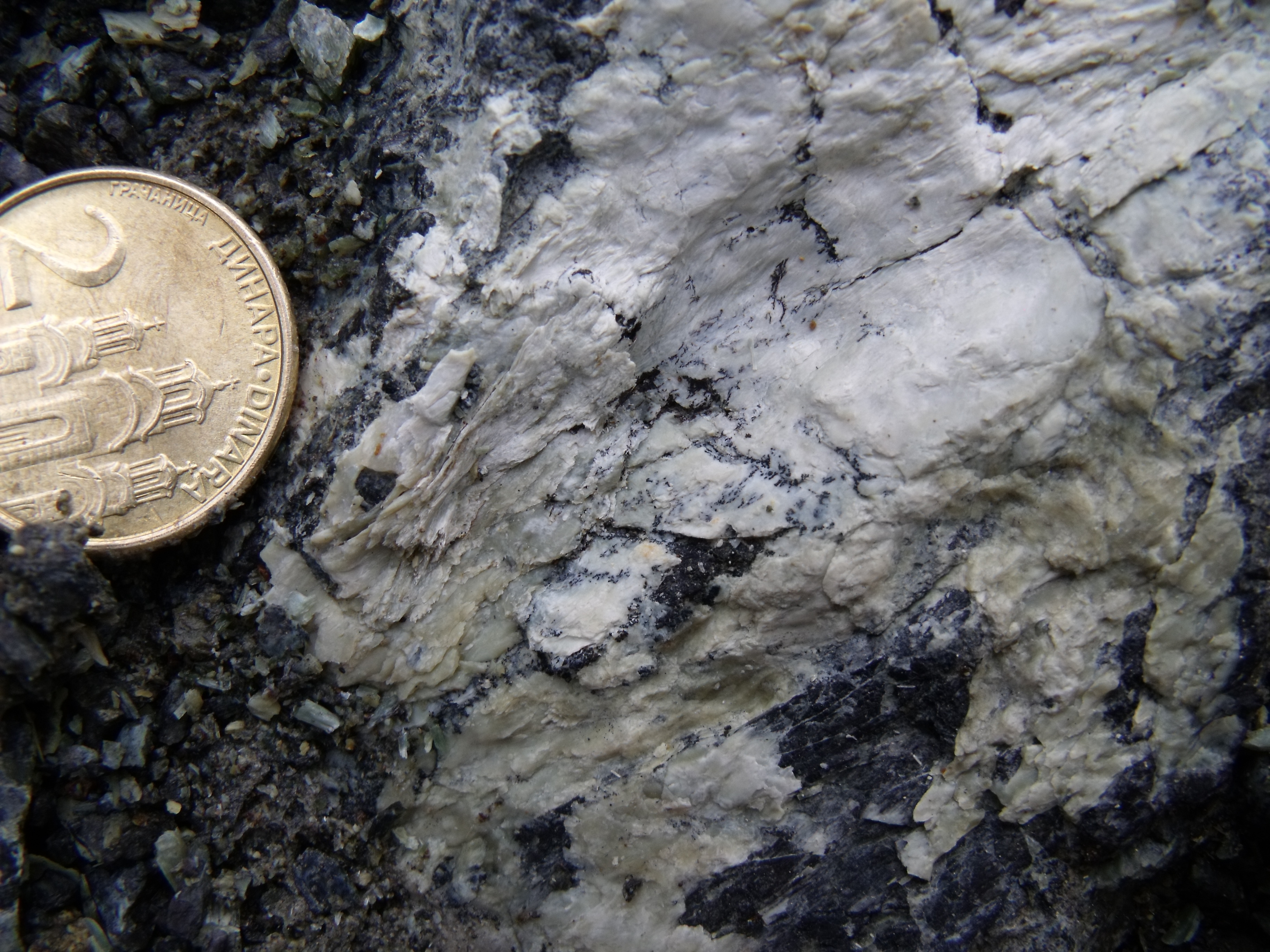
Серпентин.

- 1. Мінерал, застаріла укр. назва палигорськіту.
- 2. Повстеподібний волокнистий серпентин і сплутановолокнистий амфіболовий азбест. (L.A.Emmerling, 1793).